# Nesaphrogeneia vitiensis
Nesaphrogeneia vitiensis är en insektsart som beskrevs av George Willis Kirkaldy 1907. Nesaphrogeneia vitiensis ingår i släktet Nesaphrogeneia och familjen spottstritar. Inga underarter finns listade i Catalogue of Life.